# Jan Tůma
Jan Tůma (28. srpna 1875 Hůrky u Lišova – 1953) byl československý politik a meziválečný poslanec Národního shromáždění za Republikánskou stranu zemědělského a malorolnického lidu (agrárníky).

## Biografie
Podle údajů k roku 1929 byl profesí domkářem v obci Hůrky. S manželkou Alžbětou roz. Vávrovou měl deset dětí.
V parlamentních volbách v roce 1920 získal mandát v Národním shromáždění. Obhájil ho v parlamentních volbách v roce 1925 i parlamentních volbách v roce 1929.